# موش‌صاریغ رابینسون
موش‌صاریغ رابینسون (نام علمی: Marmosa robinsoni) نام یک گونه از سرده موش‌صاریغ‌ها است.